# 外科医零子
『外科医零子』（げかいぜろこ）は、2001年から2006年までTBS系「月曜ミステリー劇場」で放送されたテレビドラマシリーズ。全4回。主演は財前直見。

## キャスト

### 主要人物
水色（有光）零子
演 - 財前直見
経歴：東都医科大学附属病院（第1作）
→ 聖南医科大学付属病院救急センター（第2作）
→ 横浜厚生病院（第3作）
外科医。第4作で千太郎と結婚し有光姓になる。
有光千太郎
演 - 石黒賢
零子の幼馴染の刑事。

### 零子と千太郎の親族
水色重吉
演 - いかりや長介（第1作・第2作）
零子の父。水色医院の院長。第3作は海外に医療協力に行っている。
水色加奈子
演 - 南田洋子（第1作）
零子の母。重吉の妻。第1作の時点ですでに亡くなっている。
有光万紀子
演 - 原日出子（第3作）
千太郎の姉。脳腫瘍で倒れ病院に運び込まれてくる。
有光時子
演 - 沢田亜矢子（第4作）
千太郎の叔母。

### その他
貞
演 - 深沢敦（第1作・第2作）
零子の幼馴染のおかま。
元
演 - 田中要次（第1作・第2作）
八百屋。
佐久間
演 - 伊崎充則（第3作・第4作）
刑事。千太郎の部下。

### ゲスト
第1作「ハートの記憶」（2001年）
- 浅倉みゆき（移植手術を受けた少女） - 邑野未亜
- 野口（東都医科大学附属病院 医師・零子の同僚） - 布川敏和
- 北詰文夫（北詰記念病院 院長） - 荒木しげる
- 花村美代子（東都医科大学付属病院 主任看護婦） - こだま愛
- 中里光臨（来世光臨教 教祖） - 千波丈太郎
- 高梨（移植コーディネーター） - 山西道広
- ナカノ（来世光臨教 職員） - 工藤俊作
- 浅倉耕一（みゆきの父） - 春海四方
- 患者 - 蔵内秀樹
- 近藤香苗（近藤の妻） - 一之瀬千絵
- 副島隆司（東都医科大学附属病院 医師・零子の恩師） - 石丸謙二郎
- 近藤秀治（心臓移植を受ける患者） - 長沢政義
- 八木（町工場経営者） - 石井愃一
- 八木咲江（八木の妻） - 松金よね子
- 八木哲也（八木夫妻の息子） - 友井雄亮
- 三原康可、宮内敦士、小瀬川理太、冨田賢太郎、相原一夫、山本祐太郎、日野誠二、岩下貴子、挙武秀旭、井上おさむ、池田将之、鈴木昌孝、堀文明、入江康之

第2作「ハートの疑惑」（2002年）
- 丸山美也子 - 杉田かおる
- 有沢世日彦（聖南医科大学付属病院救急センター 医師・零子の同僚） - 柄沢次郎
- 丸山信人（美也子の夫） - 井田國彦
- 丸山浩一郎（美也子の息子） - 泉澤祐希
- 田辺敬一（田辺と睦子の息子） - 藤間宇宙
- 田辺隆明（睦子の夫） - 宮川大助
- 田辺睦子（入院患者） - 宮川花子

第3作「ハートの時効」（2004年）
- 植松久（名取の甥） - 阿部サダヲ
- 黒田稔（元山角証券証券マン） - 深水三章
- 石田（刑事） - 大和
- 前田（刑事） - 桜井聖
- 看護師 - 鈴木美佳
- 理沙（看護師） - 堀真弓
- 山中（少年時代） - 中根大樹
- 警察官 - 市原清彦
- 及川剛三（26年前に行方不明になった資産家） - 戸沢佑介
- 高木（分校の先生） - 灰地順
- 名取真一郎（大動脈瘤の手術を控えた患者） - 岡本信人
- 都築正彦（医師・零子の恩師） - 村井国夫

第4作「ハートの240秒」（2006年）
- 村岡誠（移殖コーディネーター） - 前田耕陽
- 紺野初美（心臓移殖患者） - 近野成美
- 津久見慎一（市議会議員・陽介の腹違いの兄） - 小須田康人
- 紺野百合子（初美の母） - 水木薫
- 津久見陽介（食中毒で入院中の患者） - 江畑浩規
- 井上（刑事） - 北風寿則
- 松戸淳 - 南圭介
- 大前ゆかり（看護師） - 堀まゆみ
- 三枝 - 木村有里
- 医師 - 中嶌聡
- 菅屋弥生（菅屋の娘・2年前死亡） - 水谷理砂
- 大友卓（病院のボランティア・本名「菅屋卓」） - 益岡徹
- 加瀬尊朗、久保哲二、持田育恵、石井香代子

## スタッフ
- 脚本 - 今井詔二
- 演出 - 大岡進
- プロデューサー - 指田貴行、黒川浩行（トレンド）、菊池誠（第4作）
- 制作 - アズバーズ、TBS

## 放送日程
| 話数 | 放送日         | サブタイトル  | 脚本     | 演出   |
| ---- | -------------- | ------------- | -------- | ------ |
| 1    | 2001年10月22日 | ハートの記憶  | 今井詔二 | 大岡進 |
| 2    | 2002年09月02日 | ハートの疑惑  | 今井詔二 | 大岡進 |
| 3    | 2004年05月24日 | ハートの時効  | 今井詔二 | 大岡進 |
| 4    | 2006年02月20日 | ハートの240秒 | 今井詔二 | 大岡進 |

## その他
零子の父親役のいかりやの死去に伴い、第3作では海外へ医療協力に行っている設定、第4作で亡くなった設定になっている。